# Pechanga Arena
Pechanga Arena (w latach 2004 – 2007 iPayOne Center) – wielofunkcyjna hala sportowa w San Diego, otwarta w 1966. Występowały tu między innymi drużyny NBA – San Diego Rockets (1967 – 1971) i San Diego Clippers (1978 – 1984) a także drużyna Kazimierza Deyny San Diego Sockers. Dwukrotnie koncertował tu Jimi Hendrix (24.05.1969 i 25.07.1970). Występowali tu też Chuck Berry, James Brown, Elton John, The Rolling Stones czy ABBA. W 1991 odbył się tu koncert grup Slayer, Megadeth, Anthrax oraz Alice in Chains, w ramach trasy Clash of the Titans. Podczas koncertów hala może pomieścić 14,8 tys. ludzi.